# 양휘부
양휘부(梁輝夫, 1943년 6월 28일 ~ )은 대한민국의 언론인 겸 사회기관단체인이다.

## 이력

### 주요 경력
- 1973년 KBS 한국방송공사 정치부 기자
- 1990년 4월 16일 ~ 6월 15일 KBS 9시 뉴스 앵커
- 1998년 ~ 2000년 KBS 창원방송총국 국장
- 2000년 KBS 한국방송공사 퇴사하고 한나라당 입당 및 한나라당 언론담당 총재 특보
- 2003년 제2기 방송위원회 상임위원
- 2008년 ~ 2011년 한국방송광고공사 사장
- 2012년 ~ 2015년 한국케이블TV방송협회 회장
- 2016년 ~ 2019년 한국프로골프협회 KPGA 회장

### 학력
- 경남고등학교 졸업
- 고려대학교 정치외교학과 학사 졸업
- 미주리 주립대학교 언론학 석사

## 출연작

### TV 프로그램
- KBS 《KBS 뉴스 9》